# Горня-Црнча (Босния и Герцеговина)
Горня-Црнча (серб. Горња Црнча / Gornja Crnča) — село в общине Вишеград Республики Сербской Боснии и Герцеговины. В настоящее время село необитаемо.